# دوره بابل میانه
دوره بابل میانه که به «دوره کاسیتی» نیز معروف است، در جنوب میانرودان مربوط به ۱۵۹۵ تا ۱۱۵۵ پیش از میلاد و پس از غارت شهر بابل توسط هیتی‌ها آغاز شد. کاسیان، که سلسله آنها مترادف با این دوره است، در نهایت کنترل سیاسی بر منطقه را به دست گرفتند و قدرت خود را با به انقیاد بردن سلسله دریایی در ۱۴۷۵ پیش از میلاد تثبیت کردند. پس از انقیاد سلسله دریایی، کاسی‌ها منطقه بابل را در یک واحد سیاسی متحد کردند. در اوج دوره بابلی میانه، پادشاهان کاسی مشغول تجارت، بازرگانی و سازماندهی ازدواج سیاسی با پادشاهان مصر و دیگر قدرت‌های منطقه‌ای بودند. با این حال، پس از یک دوره افول تدریجی، دوره بابل میانه با سقوط سلسله کاسیت در سال ۱۱۵۵ پیش از میلاد فروپاشید. این فروپاشی در نتیجه تهاجم آشوری‌ها (۱۲۳۲ - ۱۲۲۵ پیش از میلاد) رخ داد، که به طور موقت کاسی‌ها را از حکومت خود بر جنوب بین النهرین آواره کرد. سرانجام، ایلامیان حملات مختلفی انجام دادند و در نهایت در ۱۱۵۸ پیش از میلاد، به پایان سلسله کاسی‌ها و دوره بابل میانه منجر شد.
با این حال، گاه‌شماری‌های متفاوتی از این دوره وجود دارد که توسط برخی از محققان معاصر در قرن بیستم پیشنهاد شده‌اند، برخی پیشنهاد داده‌اند که دوره بابل میانه تنها پس از فروپاشی در ۱۱۵۰ پیش از میلاد دوره کاسی محسوب می‌شود. در حالی که سایر تاریخ‌نگاران کل دوره ۱۵۹۵ تا ۶۲۶ پیش از میلاد را به عنوان تشکیل دوره بابل میانه می‌دانند.

## سلسلهکاسی‌ها۱۵۳۰ پ. م.
در سال ۱۵۳۰ پ.م. سلسله کاسی‌ها به سلطنت جانشینان حمورابی پایان دادند. در سال ۱۴۷۵ پ.م. سپاه کاسی به ریاست گانداش برای فتح بابل حمله کرد و بابل فتح شد. حکومت کاسی‌ها بر بابل ۴۰۰ سال طول کشید.

## سلسلهایلام۱۱۵۸ پ. م.
در سال ۱۱۵۸ پ.م. سپاه ایلام برای فتح بابل حمله کرد و بابل فتح شد و حکومت سلسله کاسی‌ها پایان یافت. شوتروک ناخونته اول شاه ایلام، موفق شد که بابل را تصرف کند. شوتروک ناخونته فرمان به غارت بابل داد و تمام گنجینه‌های آن شهر از جمله لوح مشهور حمورابی را به شوش منتقل کرد.

## سلسلهآشور۷۲۹ - ۶۲۶ پ. م.
دولت آشور در آغاز تابع بابل بود و یکی از استان‌های کشور بابل بود. آشوری‌ها وقتی که متحد گردیدند از بابل جدا شدند.

## پایان دوره بابل میانه ۶۲۶ پ. م.
ژنرال نبوپلسر در سال ۶۲۶ پ. م. در بابل به قدرت رسید و این آغاز دوران بابل نو (۶۲۶-۵۳۸ پ. م.) است. امپراتوری جدید بابل کلدانی می‌باشد.